# Doljan
Doljan is een plaats in de gemeente Sveti Ilija in de Kroatische provincie Varaždin. De plaats telt 391 inwoners (2001).